# Zaniah
Zaniah (aus arabisch الزاوية, DMG az-zāwiya ‚Ecke‘) ist der Eigenname des Fixsterns Eta Virginis (kurz: η Vir) im Sternbild Jungfrau. Zaniah ist ca. 250 Lichtjahre entfernt (Hipparcos Datenbank), besitzt eine scheinbare Helligkeit von +3,89 mag und gehört zum Spektraltyp A2.
Zaniah kann als ekliptiknaher Stern vom Mond und (sehr selten!) von Planeten bedeckt werden. Die letzte Bedeckung von Zaniah durch einen Planeten erfolgte am 27. September 1843 durch die Venus, die nächste wird am 19. November 2445 wieder durch die Venus erfolgen. 